# Bài hát FIFA
FIFA Anthem hay FIFA Hymn là một bản nhạc được vang lên trong các trận đấu hay giải đấu của FIFA như các trận giao hữu quốc tế hay FIFA World Cup. Lần đầu ra mắt của bản nhạc này là Giải vô địch bóng đá thế giới 1994. Được sáng tác bởi Franz Lambert, và là một bản nhạc không lời. Đôi khi, có những trường hợp một bài hát khác được sử dụng ở vị trí của nó, chẳng hạn như "Anthem" của Vangelis được sử dụng tại Giải vô địch bóng đá thế giới 2002. Kể từ Giải vô địch bóng đá thế giới 2018 và Giải vô địch bóng đá nữ thế giới 2019, một bản nhạc mới có tên là "Living football" được sử dụng làm nhạc đầu vào khi quốc kỳ của cả hai đội và cờ FIFA được hạ xuống, và "Seven Nation Army" của The White Stripes là  được sử dụng cho lối vào của các cầu thủ.

## Lịch sử

### Những năm đầu (1994 - 2004)
Bản nhạc được vang lên lần đầu tại Giải vô địch bóng đá thế giới 1994, sáng tác bởi Franz Lambert và là bản nhạc không lời. Với sự dàn dựng của Rob May và Simon Hill.

### Bản phổ nhạc lại (2004 - 2018)
Vào năm 2004, bài hát đã được Gota Yashiki phổ nhạc lại và thu âm lại với phần âm thanh được cải thiện và phiên bản này hiện đã được FIFA sử dụng trước khi các trận đấu bắt đầu. Bản phổ nhạc lại đã được sử dụng trong Giải vô địch bóng đá thế giới 2010 và 2014, mặc dù phiên bản cũ trước đó đã được sử dụng tại trận chung kết Giải vô địch bóng đá Thế giới 2006.

### Bản nhạc mới - Living football (2018 - nay)
Vào năm 2018, FIFA đã ủy quyền cho Hans Zimmer và Lorne Balfe sáng tác một bản nhạc mới sẽ được sử dụng tại Giải vô địch bóng đá thế giới 2018 ở Nga. Bản nhạc mới được đặt tên là "Living football" trùng với khẩu hiệu mới của FIFA, được vang lên trước mỗi trận đấu của giải đấu, khi các tình nguyện viên bắt đầu mang vào sân vận động biểu trưng chính thức của Giải vô địch bóng đá thế giới 2018 khổng lồ (được thay thế bằng hình vẽ Cúp vô địch bóng đá thế giới trong trận chung kết), cùng với quốc kỳ của hai quốc gia trong mỗi trận đấu. Riêng bài "FIFA Anthem" vốn luôn vang lên khi các cầu thủ bước ra sân vận động, đã được thay thế bằng "Seven Nation Army" của The White Stripes cho giải đấu đó. Xu hướng này tiếp tục diễn ra tại tất cả các giải đấu do FIFA chấp thuận sau đó, bao gồm Giải vô địch bóng đá nữ U-20 thế giới, Giải vô địch bóng đá thế giới các câu lạc bộ, Giải vô địch bóng đá U-20 thế giới và Giải vô địch bóng đá nữ thế giới.
Bản nhạc "Living football" đã được sử dụng lại tại Giải vô địch bóng đá thế giới các câu lạc bộ 2018, Giải vô địch bóng đá U-20 thế giới 2019 và Giải vô địch bóng đá nữ thế giới 2019.